# The Shield's Final Chapter
The Shield's Final Chapter was een live professioneel worstel- en WWE Network evenement dat georganiseerd werd door WWE voor hun Raw, SmackDown en 205 Live brands. Het evenement vond plaats op 29 april 2019 in het TaxSlayer Center in Moline, Illinois. Dit evenement was bekend voor de laatste wedstrijd voor de worstelgroep The Shield (Dean Ambrose, Seth Rollins & Roman Reigns), evenals Ambrose's laatste wedstrijd in WWE.

## Achtergrond
Op 29 januari 2019 bevestigde WWE dat Dean Ambrose zijn contract niet heeft laten vernieuwen. De volgende maand keerde Roman Reigns, die inactief wegens leukemie sinds oktober 2018 waar hij genezen van is, terug naar WWE en Seth Rollins en hij vormde The Shield terug voor een match op Fastlane waar hun wonnen in een 6-man tag team match tegen Drew McIntyre, Bobby Lashley en Baron Corbin. Hoewel dit werd gepromoot als de laatste wedstrijd van The Shield samen, was er nog een wedstrijd gepland voor een speciaal evenement genaamd The Shield's Final Chapter, met zowel de laatste wedstrijd van The Shield als die van Ambrose in WWE.

## Matches
| Nr. | Match | Winnaar(s)                | Opmerkingen                                                               | Bron  |
| --- | --- | ------------------------- | ------------------------------------------------------------------------- | ----- |
| 1D  | Zack Ryder & Curt Hawkins (c) vs. The Revival (Scott Dawson & Dash Wilder) vs. Aleister Black & Ricochet                     | Zack Ryder & Curt Hawkins | Triple Threat Tag Team Dark match voor het WWE Raw Tag Team Championship. | [ 8 ] |
| 2D  | Tony Nese (c) vs. Buddy Murphy                                                                                               | Buddy Murphy              | Eén-op-één Dark match voor het WWE Cruiserweight Championship.            | [ 8 ] |
| 3D  | Lucha House Party (Gran Metalik, Kalisto en Lince Dorado) vs. Jinder Mahal en The Singh Brothers (Sunil Singh & Samir Singh) | N.V.T.                    | Six-Man Tag Team Dark match. De match eindigde in een no contest.         | [ 8 ] |
| 4D  | Alexa Bliss & Lacey Evans vs. Dana Brooke & Nikki Cross                                                                      | Alexa Bliss & Lacey Evans | Tag Team Dark match.                                                      | [ 8 ] |
| 5   | Finn Bálor (c) vs. Elias | Finn Bálor                | Eén-op-één match voor het WWE Intercontinental Championship.              | [ 9 ] |
| 6   | Bayley & Ember Moon vs. The Riott Squad (Ruby Riott & Sarah Logan) (met Liv Morgan)                                          | Bayley & Ember Moon       | Tag Team match.                                                           | [ 9 ] |
| 7   | The Shield (Dean Ambrose, Seth Rollins en Roman Reigns) vs. Baron Corbin, Bobby Lashley en Drew McIntyre                     | The Shield                | Six-Man Tag Team match.                                                   | [ 9 ] |